# 45 Eugenia
För andra betydelser, se Eugenia.
45 Eugenia eller 1941 BN är en asteroid som ligger i asteroidbältet. Den är känd för att vara en av de första asteroiderna där man upptäckte och bekräftade en måne. Det är också den andra asteroiden (efter 87 Sylvia) där man upptäckt två månar.

## Upptäckt
Eugenia upptäcktes 1857 av den tyske astronomen Hermann Goldschmidt. Den fick sitt namn efter Eugénie av Frankrike, maka till Napoleon III och var den första asteroiden som namngavs efter en riktig person istället för en mytologisk figur. Det finns dock frågetecken om 12 Victoria namngavs efter en mytologisk figur eller Drottning Victoria.

## Fysiska egenskaper
Asteroiden verkar helt sakna vatten.

## Månar

### Petit-Prince
Petit-Prince upptäcktes 1 november 1998 av W. J. Merline m.fl. vid teleskopet på Mauna Kea. Dess diameter är 12,7±0,8 km och medelavståndet till Eugenia är 1184±12 km, excentriciteten är 0,010±0,0002, banlutningen 8,0±0,1° och omloppstiden 4,766±0,001 d. Namnet kommer från en karaktär i romanen: Lille prinsen som i sin tur bygger på Eugénie's son.

### S/2004 (45) 1
S/2004 (45) 1 upptäcktes 14 februari 2004 av F. Marchis m.fl.. Dess diameter är 6 km. Omloppstiden bedöms till 2 d.